# Liste der Pfarren im Dekanat Kallham
Das Dekanat Kallham ist ein Dekanat der römisch-katholischen Diözese Linz.

## Pfarren mit Kirchengebäuden und Kapellen
| Ort                          | Pfarrverband | Patrozinium             | Kirchengebäude und Kapellen | Bild                     |
| ---------------------------- | ------------ | ----------------------- | --- | ------------------------ |
| Dorf an der Pram             | Kallham      | Hl. Wolfgang            | Pfarrkirche Dorf an der Pram Filialkirche Kumpfmühl | Pfarrkirche Dorf         |
| Gallspach                    | Grieskirchen | Hl. Katharina           | Pfarrkirche Gallspach Kapelle im Marienheim | Pfarrkirche Gallspach    |
| Grieskirchen                 | Grieskirchen | Hl. Martin              | Pfarrkirche Grieskirchen Filialkirche Schlüßlberg, Filialkirche Oberwödling, Kapelle in Parz, Kapelle im Schloss Schlüßlberg, Kapelle im Altenheim, Kapelle im Schloss Tollet, Kapelle im Kindergarten der Borromäerinnen | Pfarrkirche Grieskirchen |
| Hofkirchen an der Trattnach  | Grieskirchen | Hl. Johannes der Täufer | Pfarrkirche Hofkirchen an der Trattnach | Pfarrkirche Hofkirchen   |
| Kallham                      | Kallham      | Mariä Himmelfahrt       | Pfarrkirche Kallham Filialkirche Kimpling | Pfarrkirche Kallham      |
| Neumarkt im Hausruckkreis    | Kallham      | Hl. Florian             | Pfarrkirche Neumarkt im Hausruckkreis | Pfarrkirche Neumarkt     |
| Pollham                      | Grieskirchen | Hl. Laurentius          | Pfarrkirche Pollham | Pfarrkirche Pollham      |
| Pram                         | Kallham      | Hl. Stephanus           | Pfarrkirche Pram Filialkirche Natzing, Kapelle im Altenheim | Pfarrkirche Pram         |
| Riedau                       | Kallham      | Hl. Georg               | Pfarrkirche Riedau | Pfarrkirche Riedau       |
| Rottenbach                   | Kallham      | Hl. Petrus              | Pfarrkirche Rottenbach | Pfarrkirche Rottenbach   |
| St. Georgen bei Grieskirchen | Grieskirchen | Hl. Georg               | Pfarrkirche St. Georgen bei Grieskirchen | Pfarrkirche St. Georgen  |
| Taufkirchen an der Trattnach | Grieskirchen | Hl. Martin              | Pfarrkirche Taufkirchen an der Trattnach Filialkirche Hehenberg, Kapelle in Aich | Pfarrkirche Taufkirchen  |
| Wendling                     | Kallham      | Hl. Ulrich              | Pfarrkirche Wendling Filialkirche Zupfing | Pfarrkirche Wendling     |

## Dekanat Kallham
Das Dekanat umfasst 13 Pfarren.
Dechanten
- seit 2006 Johann Gmeiner, Pfarrer von Grieskirchen